# Adapsilia hirtoscutellata
Adapsilia hirtoscutellata är en tvåvingeart som först beskrevs av Friedrich Georg Hendel 1933.  Adapsilia hirtoscutellata ingår i släktet Adapsilia och familjen Pyrgotidae. Inga underarter finns listade i Catalogue of Life.